# Сытин, Иван Семёнович
Сытин Иван Семёнович (около 1790—после 1833) — офицер Российского императорского флота, участник Наваринского сражения и русско-турецкой войны 1828—1829 годов. Георгиевский кавалер, капитан 1 ранга.

## Биография
Сытин Иван Семёнович родился около 1790 года. 21 мая 1801 года поступил кадетом в Морской кадетский корпус. 12 сентября 1802 года произведён в гардемарины. Летом 1803 и 1804 года во время корабельной практики находился в кампании, крейсировал в Балтийском море. 6 апреля 1805 года, после окончания учёбы, произведён в мичманы. В 1805—1809 годах служил на линейном корабле «Москва», на котором в 1805 году перешёл из Кронштадта в Корфу, откуда плавал в Адриатическом море, потом перешёл в Тулон. В 1810 году вернулся берегом из Тулона в Петербург.
1 февраля 1811 года произведён в лейтенанты. В 1812—1813 годах командуя катером «Кюмень», плавал между Кронштадтом, Роченсальмом и Ригой. В 1814 и 1815 годах, командуя бригом № 3, тем же катером «Кюмень» и галеотом № 8, плавал в Финском и Рижском заливах. В 1816 году на линейном корабле «Святослав» крейсировал в Балтийском море. В 1817 году на линейном корабле «Мироносец» плавал от Кронштадта до Кале, и потом крейсировал у Красной Горки. В 1818 и 1819 годах на корабле «Принц Густав» и бриге «Меркурий» плавал в Финском заливе и Балтийском море. 28 мая 1821 года произведён в капитан-лейтенанты. 6 июня 1821 года «за совершение 18 кампаний» награждён орденом Святого Георгия 4 класса (№ 3532).

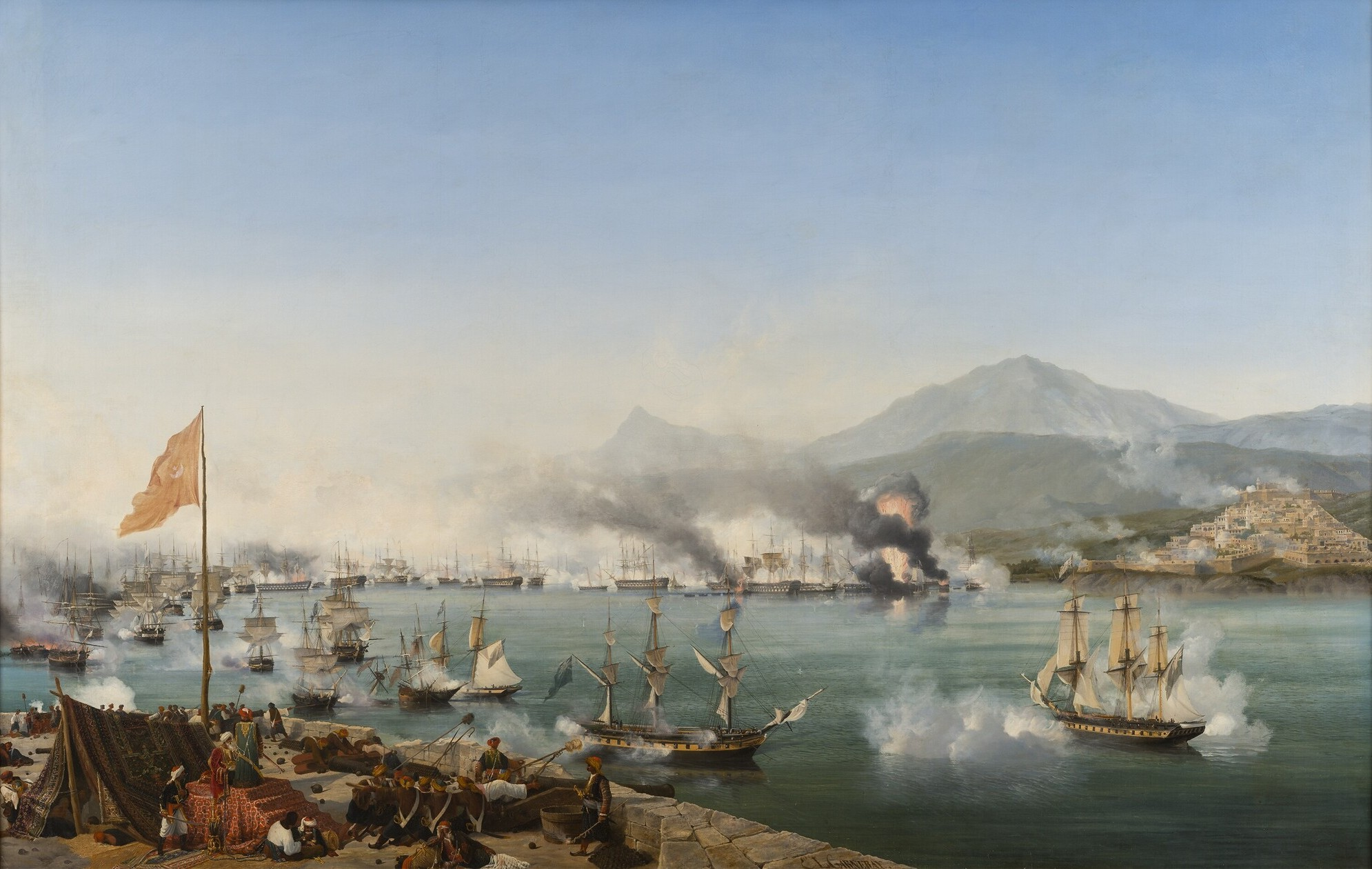
Амбруаз-Луи Гарнре. «Морское сражение при Наварине». 1827 г.

В 1822 и 1823 годах, командуя транспортом «Весна», плавал по портам Финского залива. В 1827 году командуя 36-пушечным фрегатом «Кастор» перешёл от Кронштадта до Портсмута, откуда в составе эскадры контр-адмирала Л. П. Гейдена перешёл в Средиземное море. Принимал участие в Наваринской кампании. С 3 октября находился в крейсерстве у входа в Наваринскую бухту, 8 октября во время сражения фрегат «Кастор» вместе с линейным кораблём «Константин» вступил в бой. Через 45 мин сражавшийся с «Кастором» турецкий фрегат спустил флаг. «Кастор» атаковал другой корабль противника, но в это время первый неприятельский фрегат, исправив повреждения, вновь вступил в бой. Сытин повернул свой фрегат в первоначальное положение и вновь начал его расстреливать, турки обрубили канаты и ушли к берегу. Капитан-лейтенант И. С. Сытин за наваринский бой был награждён орденом Святого Владимира 4 степени с бантом, английским орденом Бани и французским орденом Святого Людовика.
После наваринского сражения, участвовал в Русско-турецкой войне 1828—1829 годов. Командуя тем же фрегатом, крейсировал у в Архипелаге, захватил несколько пиратских судов и потом вернулся в Кронштадт. 15 апреля 1829 года произведён в капитаны 2 ранга. В 1830 году назначен командиром 84-пушечного линейного корабля «Кронштадт», плавал в Финском залив. 6 декабря 1831 года произведён в капитаны 1 ранга. В 1832 продолжал командовать тем же кораблём в Балтийском море. 25 января 1833 года уволен от службы.